# Alburquerque (Spagna)
Alburquerque è un comune spagnolo di 5 371 abitanti situato nella comunità autonoma dell'Estremadura, gemellato con la quasi omonima città situata nel Nuovo Messico.